# Ferreol de Uzès
Ferreol o Ferreolo (n. c. 521 - Uzès, 4 de enero de 581), obispo de Uzès (553-581). Es conmemorado el 4 de enero como santo por la Iglesia católica y la Iglesia ortodoxa.

## Biografía
Ferréol nació en la provincia de Narbona alrededor del año 521. Sería hijo del senador Ansbert y de la princesa Bathilde, hija del rey Clotario I.
Recibió una educación brillante de su tío Obispo Ruricius. Su otro tío, San Firmin, lo ordenó sacerdote y lo nombró sucesor al frente de la diócesis de Uzès.
Ferréol sucede a su tío Firmin como obispo de Uzès a la edad de 32 años en 553. Es consagrado por el obispo de Arlés Sapaudus, entonces su metropolitano, asistido por los obispos de Aviñón y Orange, sus colegas provinciales.
Ante la queja de las envidias que lo reprochan por sus buenas relaciones con los judíos, fue exiliado en 556. El rey Childeberto I lo llevó a París y lo reconoció como un hombre de Dios. Regresó a Uzès en 558 y fue recibido allí con entusiasmo.
Fundó, en Uzès, el monasterio de Saint-Ferréol.
Murió el 4 de enero de 581 en Uzès, y fue enterrado en la iglesia de Saint-Pierre y Saint-Paul, fuera de los muros, que había construido, al norte de la ciudad.